# La Biolle
La Biolle är en kommun i departementet Savoie i regionen Auvergne-Rhône-Alpes i sydöstra Frankrike. Kommunen ligger i kantonen Albens som tillhör arrondissementet Chambéry. År 2022 hade La Biolle 2 922 invånare.

## Befolkningsutveckling
Antalet invånare i kommunen La Biolle
| Referens: INSEE |